# جوناثان جونز (مغني)
جوناثان جونز (بالإنجليزية: Jonathan Jones)‏ هو مغني ومغن مؤلف أمريكي، ولد في 21 أكتوبر 1982.

## وصلات خارجية
- جوناثان جونز على موقع ميوزك برينز (الإنجليزية)
- جوناثان جونز على موقع ديسكوغز (الإنجليزية)